# مورچه‌های قارچ‌زی
مورچه‌های قارچ‌زی (نام علمی: Atta) نام یک سرده از تیره مورچه است.